# Micropaiement
Pour des prêts de faible montant, voir Microcrédit.
 (juillet 2011).
Si vous disposez d'ouvrages ou d'articles de référence ou si vous connaissez des sites web de qualité traitant du thème abordé ici, merci de compléter l'article en donnant les références utiles à sa vérifiabilité et en les liant à la section « Notes et références ».
Le micropaiement (aussi appelé microtransaction) est un service de paiement permettant d'acheter des services ou des contenus de faible valeur unitaire. Il permet en particulier au webmaster d'un site Web d'être rémunéré sur de toutes petites sommes. Le principe du micropaiement est également souvent utilisé comme base économique par certains Jeux en ligne massivement multijoueurs, ceux que l'on désigne comme étant Free-to-play (inscription gratuite, pas d'abonnement) tels que Archlord ou par certains jeux payants à travers les fonctions clés et caisses tels que Counter-Strike: Global Offensive et Rocket League, qui ont rendu cette fonction populaire.
La préoccupation principale est que les commerçants ne peuvent utiliser les moyens de paiement traditionnels (par exemple, les cartes de paiement…) pour ces sommes, à cause des frais importants qu'ils entraînent.
La directive européenne sur les services de paiement vise, entre autres, à faciliter l'émergence de solutions dans son article 34 qui définit, en particulier, des dérogations pour les services de paiement de montant limité : montants unitaires inférieurs à 30 € ou limite de dépense inférieure à 150 €[réf. nécessaire].

## Systèmes de micropaiement

### Catégories
Les principales catégories de solutions actuellement mises en œuvre en France sont :
- l'appel par le visiteur d'un numéro de téléphone surtaxé (de type 0899xxxxxx en France). Le site en question touche ainsi une commission et le visiteur reçoit par téléphone un code qui lui permet d'accéder à des zones payantes du site ;
- l'envoi par SMS surtaxé (en France, à un numéro à cinq chiffres de type 8xxxx) du mot clé « CODE » permettant réception d'un code d'accès alphanumérique ;
- Internet+, qui consiste à facturer les micropaiements sur la facture mensuelle du FAI (Fournisseur d'Accès Internet) du client. Il existe deux versions de cette solution ;
- le micro Paiement Mobile & Enablers (MPME), qui permet de facturer les biens et contenus sur la facture de l'opérateur mobile. Elle présente notamment l'avantage de couvrir tous les utilisateurs mobiles (56 millions de personnes[réf. nécessaire]) et de ne pas nécessiter d'ouverture de compte ou de saisie de coordonnées bancaires ;
- la monnaie cryptographique (Bitcoin) ;
- des cartes prépayées, qui sont débitées à chaque achat.

La Directive sur les services de paiement vise à dé-réguler ce secteur et permettre l'émergence de nouvelles offres de service.

### Inconvénients
Les services de micropaiement Contact+ et Internet+ ont entraîné des abus de la part d'éditeurs de sites où le consentement au paiement était dissimulé, en fait remplacé par un simple clic sur une vidéo ou un lien. Selon Les Échos, ces fraudes « pouvaient atteindre plusieurs centaines d'euros ».
Or ces solutions de paiement étaient activées par défaut : ces services perduraient donc, et les paiements avec (d'autant que si c'est un abonnement mensuel, il est généralement reconduit tacitement), tant que l’abonné ne les désactivait pas.
Contact+ a été créé en juin 2012 par Orange pour compenser la suppression de l'émulateur Minitel. Il permettait aux éditeurs de faire payer le consommateur à la durée. Il a été arrêté par Orange le 16 janvier 2016.
Le service Internet+ est encore actif et il est toujours activé par défaut. Orange n'est pas le seul FAI à activer des solutions de paiement par défaut . Par exemple, Internet + est activé par défaut chez SFR.
Une solution également adoptée consiste à regrouper les paiements. L'intermédiaire financier attend alors de disposer d'un montant de débit suffisamment important pour placer un ordre de paiement sur un moyen traditionnel. Le plus souvent, le client constitue une réserve ou un porte-monnaie par avance.